# Vetenskapsåret 1864

## Händelser
- Den engelske botanisten Richard Spruce avslutar en 15-årig expedition till Anderna och Amazonområdet under vilken han samlar prover på mer än 30 000 växtarter.

## Pristagare
- Copleymedaljen: Charles Darwin, brittisk naturforskare.
- Rumfordmedaljen: John Tyndall, brittisk fysiker.
- Wollastonmedaljen: Roderick Murchison, brittisk geolog. [1]

## Födda
- 13 januari - Wilhelm Wien (död 1928), tysk fysiker.
- 21 april - Max Weber (död 1920), tysk ekonom och sociolog.
- 14 juni - Alois Alzheimer (död 1915), tysk neurolog.
- 22 juni - Hermann Minkowski (död 1909), tysk matematiker.

## Avlidna
- 23 november - Friedrich Georg Wilhelm von Struve (född 1793), baltisk-tysk astronom.

### Fotnoter
1. ↑  ”Geological Society”. Arkiverad från originalet den 5 juni 2011. https://web.archive.org/web/20110605102217/http://www.geolsoc.org.uk/gsl/society/history/page750.html. Läst 13 april 2011.